# Nununamat
Nununamat is een bestuurslaag in het regentschap Timor Tengah Selatan van de provincie Oost-Nusa Tenggara, Indonesië. Nununamat telt 2140 inwoners (volkstelling 2010).